# Madona svatovítská
Svatovítská Madona (kolem 1395–1415) pochází z pokladu katedrály sv. Víta v Praze a je vystavena ve svém původním rámu ve stálé expozici gotického umění Národní galerie v Praze.

## Historie obrazu
Jako donátor obrazu býval uváděn kancléř krále Václava IV. a pražský arcibiskup Jan z Jenštejna (před rokem 1396). Pravděpodobnější je ale pozdější vznik obrazu a jako donátor pak připadá v úvahu Oldřich Zajíc z Hazmburka, bratr pátého pražského arcibiskupa Zbyňka Zajíce z Hazmburka, který zemřel roku 1411. Oldřich Zajíc z Hazmburka založil na paměť svého bratra oltář sv. Janů v rodové kapli Svatovítské katedrály.
Samotný obraz se zachoval odděleně v majetku metropolitní kapituly. Rám obrazu byl roku 1883 zakoupen z pozůstalosti malíře Josefa Vojtěcha Hellicha pro Museum královského hlavního města Prahy a odtud se dostal do obrazárny Společnosti vlasteneckých přátel umění. Roku 1937 ředitel SVPU Vincenc Kramář obě části spojil a od roku 1940 je obraz s rámem jako zápůjčka vystaven v Národní galerii v Praze.
Zpráva ze svatovítského inventáře z konce 15. století zmiňuje krásnou desku Panny Marie s medailony čtyř evangelistů a čtyř patronů země. Jako autoři jsou udávání tzv. „pražští panicové“ (pražští junkeři) – svobodní umělci, kteří se objevují v psaných pramenech z 15. století. Svatovítská madona byla roku 2005 vystavena v New Yorku.

## Popis a zařazení
Obraz v řezaném rámu, zdobeném dvanácti medailony, je malován temperou na křídovém podkladu, na desce z měkkého dřeva, potažené plátnem (velikost 51 x 39,5 cm). V 50. letech 19. století byla svatozář doplněna ametysty, věnovanými kanovníkem Pešinou (kameny později odstraněny). Celková kompozice se přidržuje starších vzorů mariánských obrazů. Obraz Madony svatovítské přímo souvisí se sochařskými díly krásného slohu a ukazuje na možnost přímého ovlivnění malby soudobým sochařstvím. Slohově odpovídá uměleckému vývoji v Čechách kolem roku 1400 a svou formální dokonalostí se stal prototypem Krásných madon.
Medailony s nízkými detailními reliéfy, které zdobí rám, znázorňují polopostavy čtyř patronů české země: sv. Václava, sv. Zikmunda, sv. Víta, sv. Vojtěcha (svisle), světců sv. Jana Křtitele, sv. Jana Evangelisty (horní rám) a sv. Prokopa (?) a klečícího arcibiskupa, snad donátora Jana z Jenštejna nebo zemřelého Zbyňka Zajíce z Hazmburka (dole). V rozích rámu jsou čtyři kvadriloby s postavami andělů, kteří nesou pásky s fragmenty textu oblíbené mariánské antifony ze 12. století Regina coeli, laetare, v níž věřící hledali záštitu před morem. Mezi medailony jsou naznačeny drahé kameny, které bývaly součástí děl, určených k uctívání. Obraz původně stál samostatně na oltáři, neboť vzadu je zdoben stříbrnou folií.
Dílo pochází z období vrcholu mariánského kultu kolem roku 1400. Představuje jeden ze dvou hlavních typů – Madona drží dítě na pravé straně, pohledy obou postav směřují k divákovi. Lidský původ Ježíše je zdůrazněn jeho nahotou a některými detaily (zaboření prstů matky do pokožky dítěte). Ty mají také význam eucharistický – odkaz na Boží Tělo. Toto pojetí mariánského obrazu bylo rozšířené v době před vypuknutím husitských bouří.

### Příbuzná díla
- Madona lnářská (1400–1420)[8]
- Svatovítský veraikon
- Madona týnská[9]
- Madona ze Svojšína,[10] detailem se liší, místo závoje má korunu – Královna nebes
- Madona z Jindřichova Hradce (malý formát k osobní zbožnosti, nikoli tzv. „Madona z Jindřichova Hradce“ z 1460[11])
- Madona svatotrojická z Českých Budějovic[12]
- Madona vyšebrodská (1415–1420)[13]
- Madona vratislavská (1417–1418)[14]
- Iluminace v misálu Zbyňka Zajíce z Hazmburka (1409)

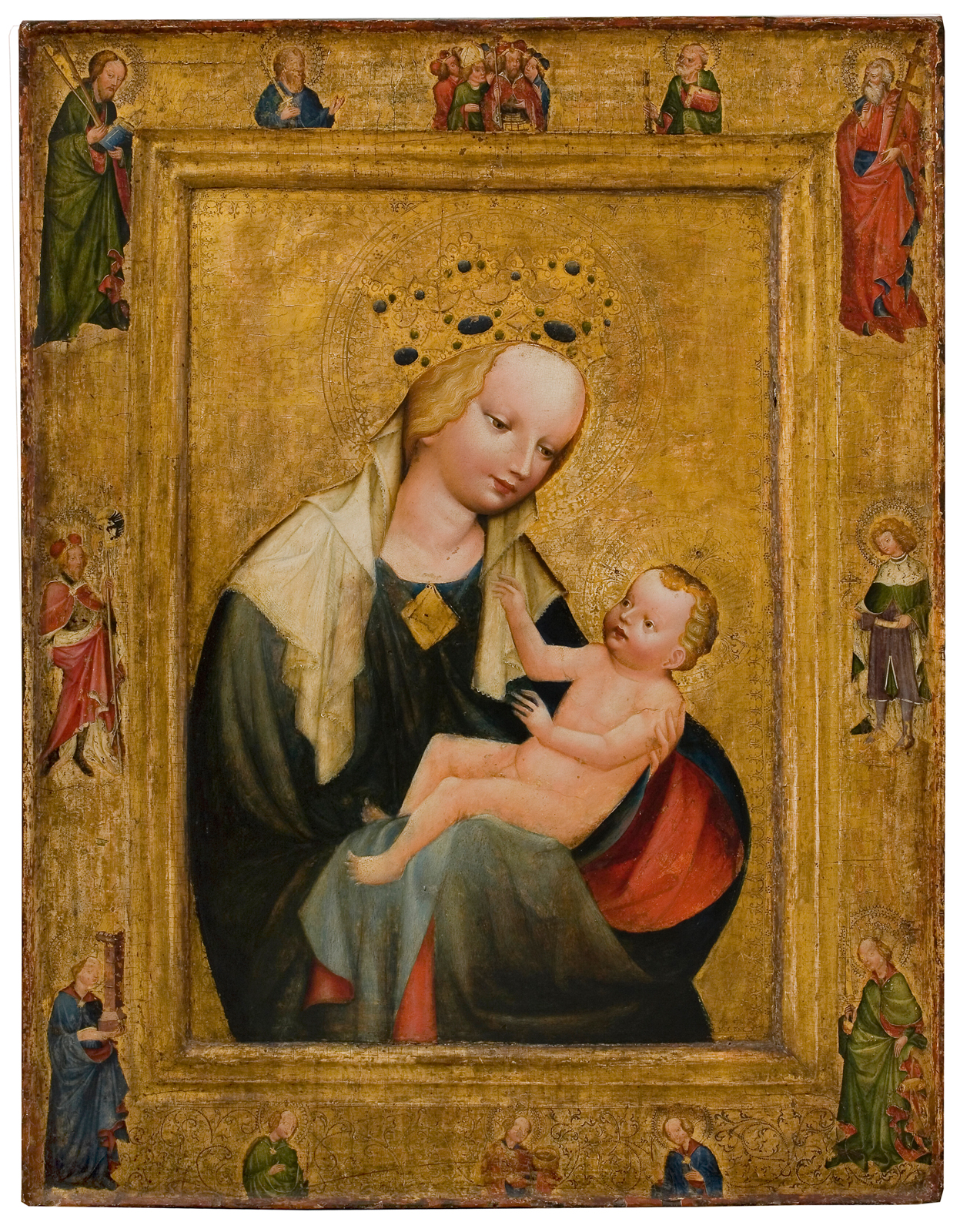
Madona svatotrojická, AJG Hluboká nad Vltavou
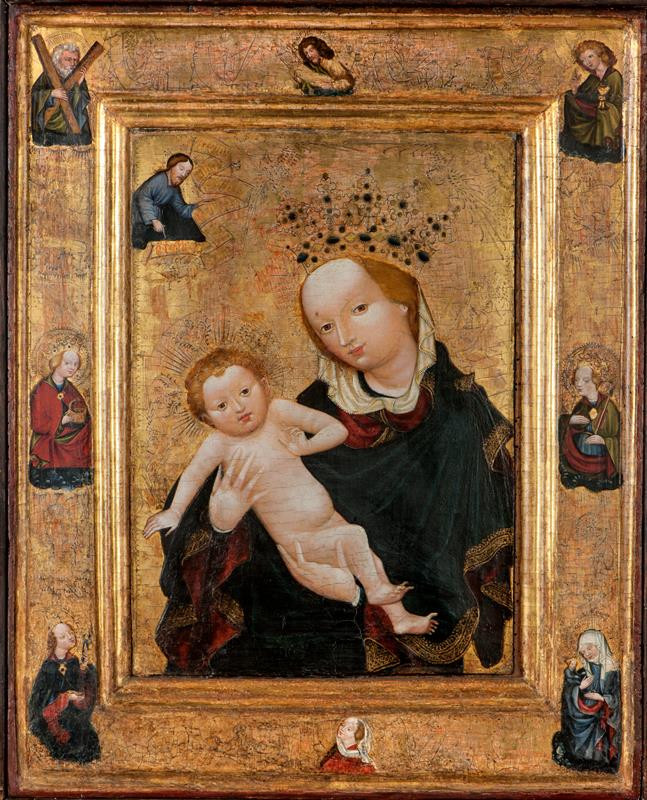
Madona Svatotomášská, revers Veraikon (1420-1440), Moravská galerie v Brně

### Pozdější repliky
- Madona jindřichohradecká[15]
- Madona českokrumlovská
- Madona bruselská